# Arvicola sapidus

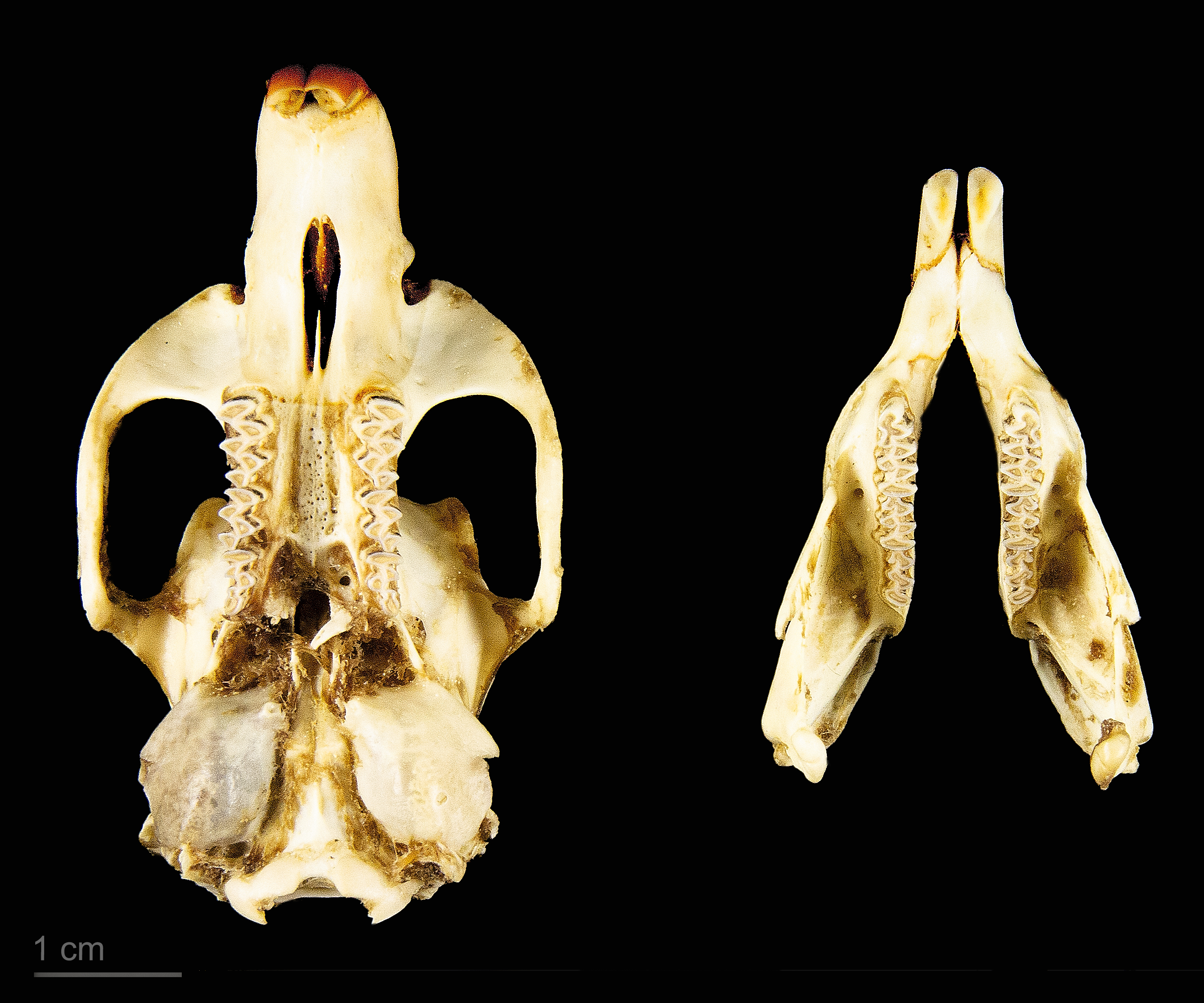
Cráneo de Arvicola sapidus - MHNT

La rata de agua (Arvicola sapidus) es una especie de roedor de la familia Cricetidae. Es un gran cricétido de gran parte de Francia, España y Portugal.  Aunque históricamente considerado un miembro de la misma especie que Arvicola amphibius, Musser y Carleton (2005) consideran que son distintos. Está listado en la Lista Roja IUCN como vulnerable debido a muchas de las mismas razones que para la rata de agua norteña.

## Características
Pesa entre 150 y 280 gramos y tiene las orejas pequeñas. Su cuerpo mide entre 16 y 23 cm, la cola mide 12 cm por término medio. El pelaje es marrón oscuro sobre la espalda, en contraposición con el gris del vientre.

## Alimentación
Es sobre todo herbívoro (fitófago) pero también puede comer algún animal acuático (insectos, alevines, anfibios...).

## Reproducción
Las hembras pueden parir hasta 5 veces al año, aunque lo normal son  2. La gestación dura 21 o 22 días y suelen tener de 2 a 7 crías por parto. La madurez sexual se alcanza en un poco más de un mes. La longevidad de esta especie es de 2 años.

## Distribución
Esta especie está presente en Francia, España y en Portugal. Tras la amenaza de desaparición a corto plazo, se emprendieron algunos esfuerzos para salvarlo, que fueron desde campaña de información y sensibilización del público a cambios en las obras públicas que afectan al hábitat de la rata anfibia y a la conservación de su hábitat.

## Uso
Al ser un animal herbívoro, su carne ha sido estimada para consumo humano. En lugares como la Albufera de Valencia, donde se las conoce como ratas de marjal o de la Albufera, fue muy apreciada y formó parte de la gastronomía local. Antaño era común verla como ingrediente de la paella –paella de rata–.

¡Un bocado delicioso!. [...] Las ratas de la marjal sólo comían arroz; eran plato de príncipe. No había más que verlas en el mercado de Sueca, desolladas, pendientes a docenas de sus largos rabos en las mesas de los carniceros. Las compraban los ricos; las poblaciones de la Ribera no comían otra cosa.
Vicente Blasco Ibáñez, Cañas y barro, 1902

Asimismo, en el delta del Ebro antiguamente se les llamaba taus, y eran cazadas por su carne.